# Ilovci
Ilovci – wieś w Słowenii, w gminie Ljutomer. W 2018 roku liczyła 97 mieszkańców.